# Ludovic Roman
Ludovic Roman (n. 31 mai 1935, Sighetu Marmației, Maramureș, România – d. 27 decembrie 1993, București, România) a fost un jurnalist și scriitor român de cărți pentru copii.

## Biografie
Ludovic Roman s-a născut în Sighetul Marmației, la 31 mai 1935. Începând de la vârsta de 13 ani a devenit corespondent al cotidianului România Liberă. A lucrat mai mulți ani ca jurnalist la reviste din Transilvania, a colaborat la cele de informare științifică și a fost corespondent la Cluj al Agenției de presă Agerpres, transmițând informații cu caracter științific.
În anul 1974 a fost transferat la București ca redactor al Agerpres. În paralel cu activitatea jurnalistică, el a publicat mai multe cărți pentru copii dintre care cele mai cunoscute sunt Racheta albă (1975) și Stejara (1977). Cărțile sale au fost publicate de Editura Ion Creangă, singura editură pentru copii pe vremea aceea. El a devenit membru al Uniunii Scriitorilor din România. În anul 1984, cele două cărți menționate mai-sus au fost ecranizate sub forma unui film serial pentru copii (Racheta albă), scriitorul scriind scenariul acestui film.
În anul 1987 Ludovic Roman și-a înaintat demisia din cadrul Agerpres, acuzând atitudinea de slugărnicie față de regimul comunist a conducătorilor agenției și a refuzat să mai lucreze în presa comunistă. Timp de doi ani a fost șomer, cu statutul de membru al Uniunii Scriitorilor din România.
După Revoluția din decembrie 1989, a înființat Editura pentru copii Făt-Frumos. Scriitorul Ludovic Roman a încetat din viață la data de 27 decembrie 1993, în urma unui atac de cord.

## Aprecieri critice
„E multă mirare, curiozitate, fantezie, tandrețe în această carte. Racheta albă ni-l prezintă pe Ludovic Roman ca pe unul dintre scriitorii cei mai chemați să scrie despre și pentru copii.”—Vasile Rebreanu
„Farmecul indiscutabil al acestei cărți (Racheta albă – n.n.) se bizuie pe înțelegerea exactă a copilăriei, pe recunoașterea principiului ce o guvernează: seriozitatea jocului. Ca o altă Alice, eroii lui Ludovic Roman intră într-o „țară a minunilor”, de data asta a tehnicii și științei secolului XX, cu toate „armele” pe care propria lor vârstă le implică și sub forma care le caracterizează acțiunile, jocul. Racheta albă este o carte de proză literară bine construită, o adevărata carte pentru copil, deci și pentru cei mari.”—Laurențiu Ulici

## Cărți
- Secvențe clujene (București, 1969)
- Aventurile farfuriei zburătoare (Ed. Ion Creangă, Colecția Clubul temerarilor, București, 1970) – 2 vol.
- Racheta albă (Ed. Ion Creangă, București, 1975; reeditată în 1980)
- Stejara (Ed. Ion Creangă, București, 1977)
- Die Weisse Rakete (București, 1978) - traducere în limba germană a cărții Racheta albă
- A fehér urhajó (București, 1981) - traducere în limba maghiară a cărții Racheta albă
- The Sofar (Ed. Științifică și Enciclopedică, București, 1986)

## Filmografie (scenarist)
- Racheta albă (1984) - serial TV